# 青花街道
青花街道，是中华人民共和国辽宁省营口市大石桥市下辖的一个乡镇级行政单位。

## 行政区划
青花街道下辖以下地区：
五一社区、蟠龙社区、震兴社区、山西头村、杨房村和青花峪村。